# Eskaladierwand

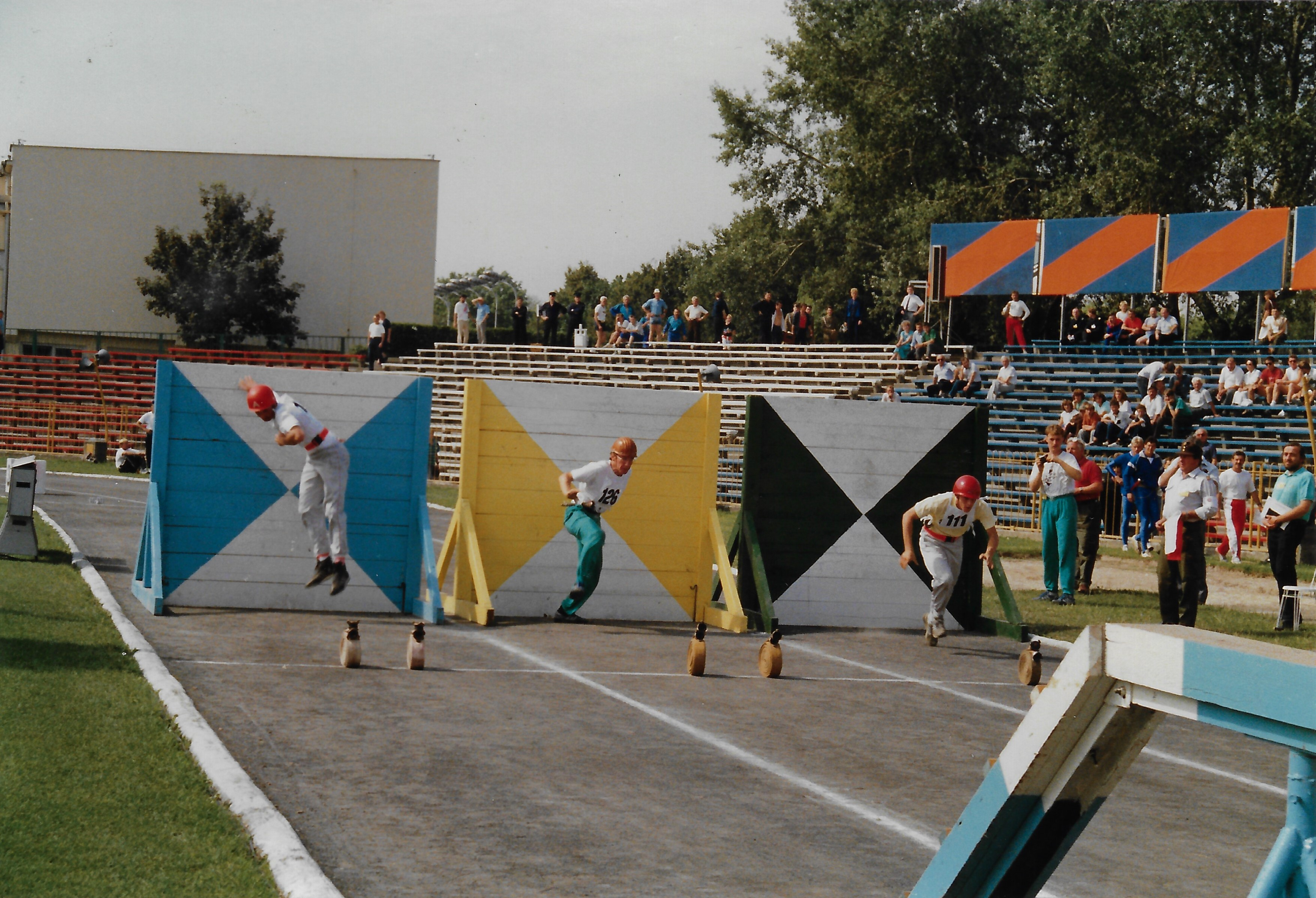
Eskaladierwände im 100-Meter-Hindernislauf während der IX. Internationalen Feuerwehrsportwettkämpfen des Weltfeuerwehrverbandes CTIF (Feuerwehrolympiade) 1989 in Warschau/Polen

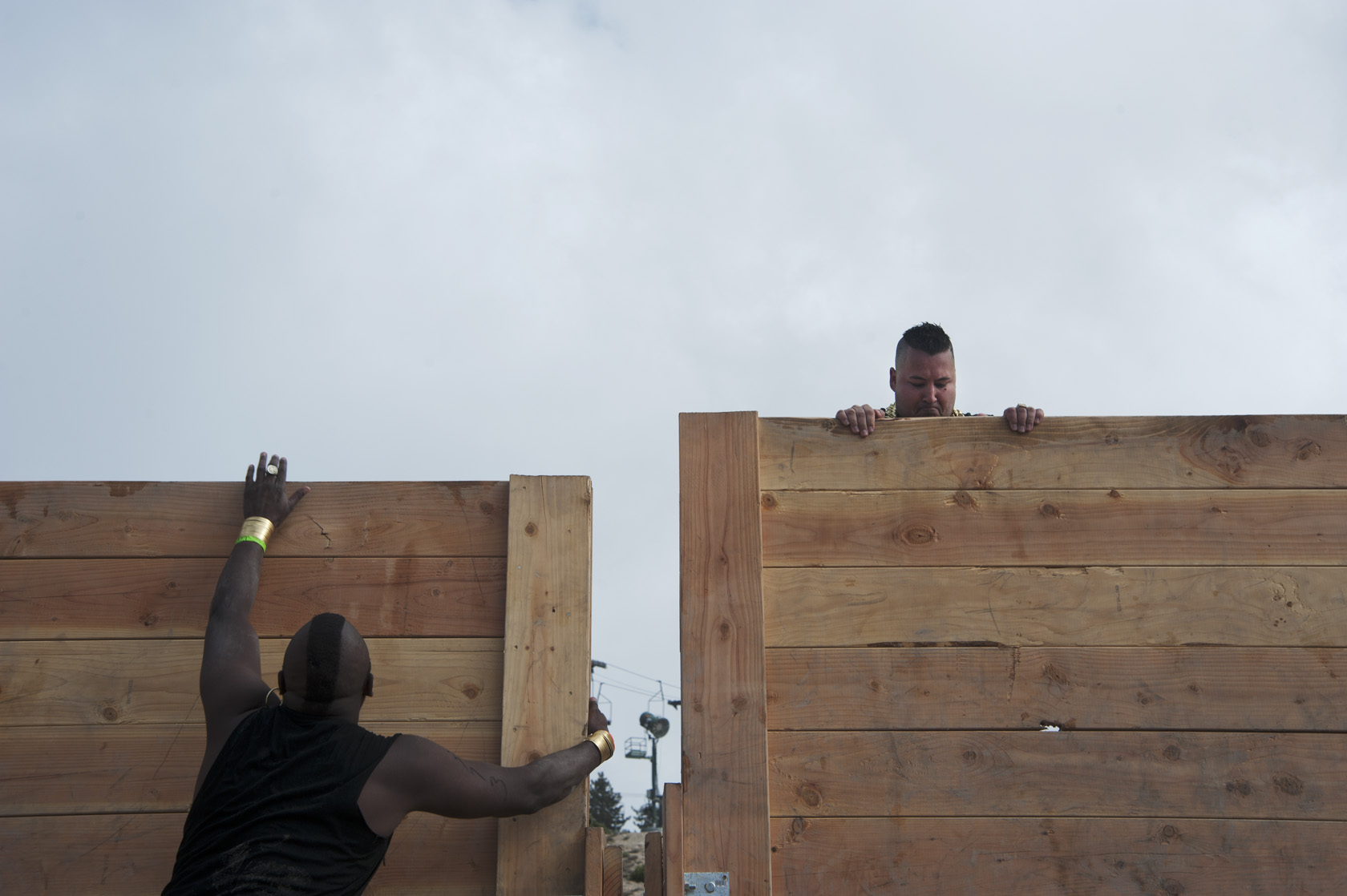
Eskaladierwände der US-Navy

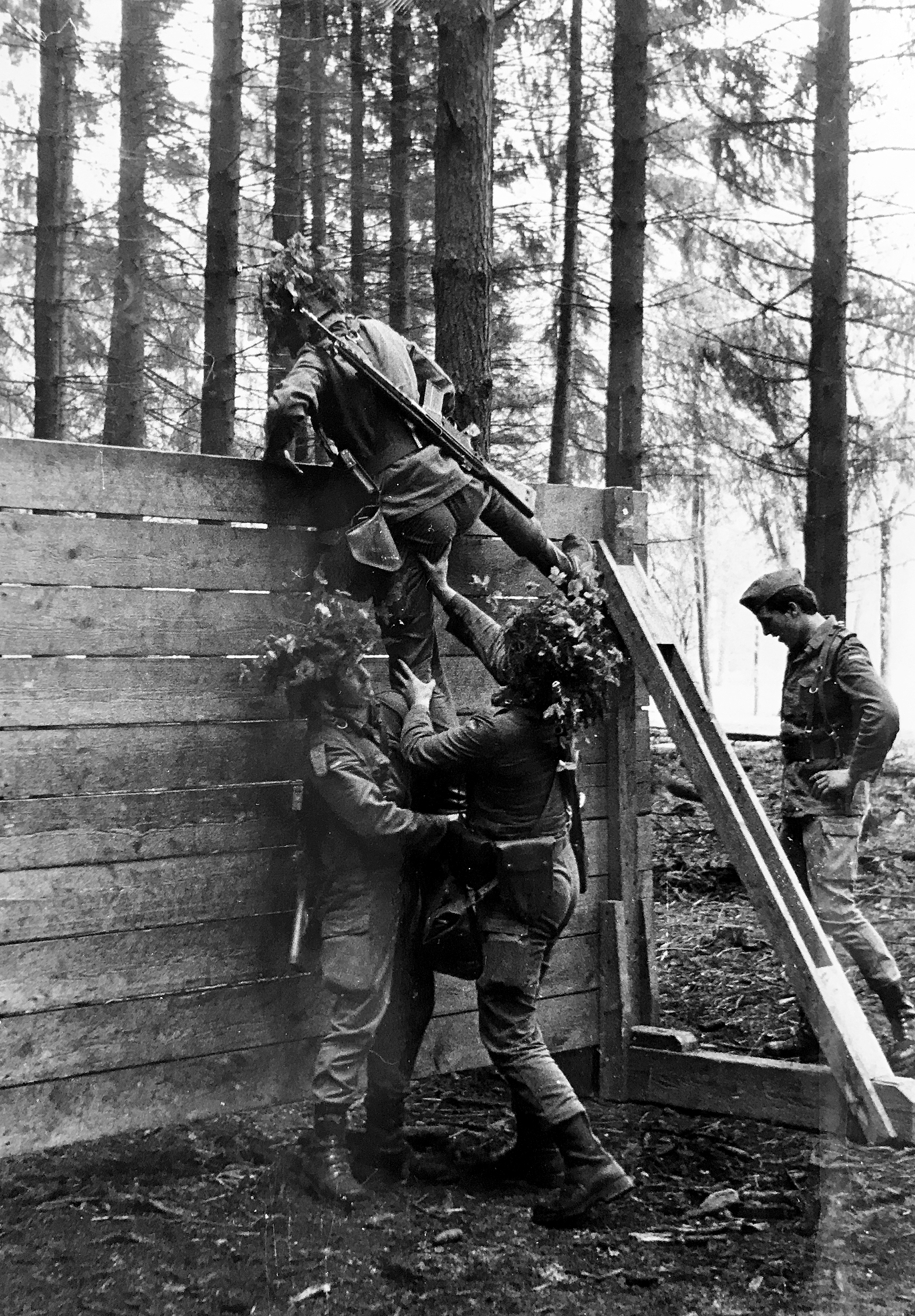
Gruppe von Soldaten (Rekruten) der Bundeswehr 1983 bei einer Übung während der Grundausbildung an der Eskaladierwand.

Die Eskaladierwand ist eine Holzwand oder Mauer, die in der Regel zwischen 180 und 250 cm hoch ist. Sie kommt auf Hindernisbahnen des Militärs, der Feuerwehr und der Polizei zur Verwendung. Ziel der Ausbildung ist es, hohe Hindernisse ohne weitere (von außen herangezogene Hilfen wie Leitern oder Treppen) auch in der Gruppe (im militärischen Bereich) zu überwinden, um den jeweiligen Auftrag fortführen zu können. Die offizielle Bezeichnung in der Bundeswehr lautet Holzwand; bei der Feuerwehr wird sie als Hinderniswand bezeichnet.
Der Begriff leitet sich vom französischen „l’escalade“ ab, das „das Klettern“ bedeutet.

## Überwindung
Es werden zwei Möglichkeiten verwandt, um die Eskaladierwand ohne Hilfe zu überwinden:
1. Man nimmt seitlich Anlauf, greift die Wand mit der Hand, die ihr zugewandt ist, stößt sich mit dem Fuß der gleichen Seite an der Wand hoch und hakt sich mit dem anderen Fuß oben ein. Dann lässt man sich hinüberrollen. Diese Methode wird beim Militär vorgezogen, da man sehr flach über das Hindernis kommt, somit dem Feind weniger auffällt und eine Hand frei hat, mit der man seine Waffe halten kann.
2. Der Wettkämpfer läuft gerade auf die Wand zu, stößt sich mit einem Fuß frontal an der Wand ab und drückt sich nach oben. Gleichzeitig greifen beide Hände den oberen Wandrand und man zieht sich hoch. Dieser Ablauf wird beim Feuerwehrsport von den Sportlern praktiziert.